# داستان او (رمان آن دکلو)
داستان او (به انگلیسی: Story of O) رمانی از اَن دکلو در ژانر درام، اروتیک می‌باشد که در سال ۱۹۵۴ به رشته تحریر درآمده است.
دکلو تا ۴۰ سال پس از انتشار اولیه کتاب، نام خود را به عنوان نویسنده فاش نکرد. دکلو اظهار داشت که او این رمان مجموعه ای از نامه‌های عاشقانه اوست که به معشوقش ژان پولان نوشته است؛ که کار مارکی دو ساد را تحسین کرده بود. این رمان با مضامینی مانند عشق، سلطه و تسلیم اشتراک دارد.
«داستان او» دربارهٔ یک زن جوان عکاس مد است؛ که تنها با نام «او» شناخته می‌شود. او توسط معشوقه‌اش «رنه» به قلعه «شاتو رویسی» برده می‌شود، جایی که به عنوان بخشی از آموزش‌هایش برای خدمت به اربابان خود، تحت اعمال جنسی و سادومازوخیستی مختلف قرار می‌گیرد.